# Siège de Saint-Jean-d'Angély (1621)
Pour les articles homonymes, voir Siège de Saint-Jean-d'Angély.
Batailles
Guerres de Religion en France
Prélude
- Mérindol (1545)
- Amboise (1560)
- Colloque de Poissy (1561)

Première guerre de Religion (1562-1563)
- Édit de Saint-Germain (1562)
- Massacre de Wassy (1562)
- Toulouse (1562)
- Vergt (1562)
- Rouen (1562)
- Dreux (1562)
- Orléans (1563)
- Paix d'Amboise (1563)

Deuxième guerre de Religion (1567-1568)
- Surprise de Meaux (1567)
- Michelade (1567)
- Saint-Denis (1567)
- Chartres (1568)
- Paix de Longjumeau (1568)

Troisième guerre de Religion (1568-1570)
- Jarnac (1569)
- La Roche-l'Abeille (1569)
- Poitiers (1569)
- Orthez (1569)
- Montcontour (1569)
- Saint-Jean-d'Angély (1569)
- Arnay-le-Duc (1570)
- Rabastens (1570)
- Paix de Saint-Germain-en-Laye (1570)

Quatrième guerre de Religion (1572-1573)
- Saint-Barthélemy (1572)
- Sancerre (1572-1573)
- Sommières (1573)
- La Rochelle (1573)

Cinquième guerre de Religion (1574-1576)
- Dormans (1575)
- Édit de Beaulieu (1576)

Sixième guerre de Religion (1577)
- Paix de Bergerac (1577)
- Édit de Poitiers (1577)

Septième guerre de Religion (1579-1580)
- Traité de Nérac (1579)
- Paix du Fleix (1580)

Huitième guerre de Religion (1585-1598) 
Guerre des Trois Henri

- Traité de Joinville (1584)
- Édit de Nemours (1585)
- Jarrie (1587)
- Coutras (1587)
- Vimory (1587)
- Auneau (1587)
- Journée des Barricades (1588)
- Arques (1589)
- Ivry (1590)
- Paris (1590)
- Journée des Farines (1591)
- Chartes (1591)
- Poncharra (1591)
- Châtillon (1591)
- Rouen (1591-1592)
- Craon (1592)
- Port-Ringeard (1593)
- Fort Crozon (1594)
- Fontaine-Française (1595)
- Doullens (1595)
- Amiens (1597)
- Édit de Nantes (1598)

Rébellions huguenotes (1621-1629)
- Saumur (1621)
- Saint-Jean-d'Angély (1621)
- La Rochelle (1621)
- Montauban (1621)
- Riez (1622)
- Royan (1622)
- Sainte-Foy (1622)
- Nègrepelisse (1622)
- Saint-Antonin (1622)
- Montpellier (1622)
- Saint-Martin-de-Ré (1622)
- Traité de Montpellier (1622)
- Blavet (1625)
- Île de Ré (1625)
- Traité de Paris (1626)
- Saint-Martin-de-Ré (1627)
- La Rochelle (1627-1628)
- Privas (1629)
- Alès (1629)
- Montauban (1629)
- Paix d'Alès (1629)

Révocation de l'édit de Nantes (1685)
Le siège de Saint-Jean-d'Angély est un blocus militaire, réalisé par le roi Louis XIII, en 1621, contre le bastion protestant de Saint-Jean-d'Angély commandé par Benjamin de Rohan baron de Soubise durant les rébellions huguenotes.

## Préambule
Malgré la défense du roi de France, l'assemblée générale des Églises réformées se tint à La Rochelle et protesta, le 18 mai 1621, contre une nouvelle violation de l'édit de Nantes et se prépara à la guerre.
La République protestante fut partagée en 8 cercles, ayant chacun son conseil provincial, ses finances, son armée et son chef militaire.
Quelques provinces refusèrent leur concours et il y eut d'importantes défections parmi les grands seigneurs. La Trémoille ne voulut pas soulever l'Angoumois, Lesdiguières maintint le Dauphiné hors du conflit tout comme Guise avec la Provence et Gaspard de Coligny qui se cantonne à Aigues-Mortes. Mais la rébellion trouve des partisans exaltés comme à Montauban, Bergerac, Nîmes, Uzès et surtout à La Rochelle « la Genève française ».
L'armée du roi de France se dirige alors sur Saint-Jean-d'Angély dont l'entrée est refusée par Benjamin de Rohan seigneur de Soubise déclenchant ainsi le début des rébellions huguenotes. Louis XIII devait prendre Saint-Jean-d'Angély, qui était une ville stratégique contrôlant l'approche du bastion huguenot de La Rochelle, afin de pouvoir assiéger La Rochelle.

## Ordre de bataille
L'armée de siège comprenait, :
Infanterie
- Régiment du Bourg de Lespinasse
- Régiment de Brassac
- Régiment de Chappes
- Régiment de Champagne
- Régiment de Chastellier-Barlot (1615-1628)
- Régiment d'Estissac
- Régiment des Gardes françaises
- Régiment des Gardes suisses
- Régiment de Lauzières également appelé Régiment de Thémines
- Régiment de Lauzun
- Régiment de Navarre
- Régiment de Normandie
- Régiment de Picardie
- Régiment de Piémont
- Régiment de Puyserguier
- Régiment de Rambures
- Régiment de Saint-Luc
- Régiment de Saint-Vivian
- Régiment de Saint-Vincent
- Régiment de Soyecourt

Cavalerie (7 cornettes)
- Carabins d'Esplans
- Chevau-légers de Châteaubriant
- Chevau-légers de la Garde
- Chevau-légers de Guise
- Chevau-légers de la Reine
- Gendarmerie de la Garde

## Le siège
Le 31 mai, le régiment de Champagne lance une attaque contre le faubourg de Taillebourg qui échoue. Le régiment perd son mestre de camp Charles-François de La Baume, marquis de Montrevel, 3 capitaines et un bon nombre de soldats.
Le roi décida alors de faire un siège en règle. Les travaux d'approche étaient si dangereux, que les paysans réquisitionnés s'enfuirent. On les remplaça, comme lors du siège d'Amiens, par des soldats, à qui le Roi donna la prime de tranchée.
Deux attaques furent formées :
1. Celle des Gardes françaises et des Gardes suisses, dirigée par les maréchaux de Brissac et de Praslin, avec Créquy, Saint-Luc et Bassompierre pour maréchaux de camp.
2. Celle de Picardie, commandée par le duc de Chaulnes, mestre de camp du régiment de Normandie assisté de de Termes et de La Rochefoucauld.

Le 10 juin, les troupes du roi sont renforcées par l'arrivée du régiment du Bourg de Lespinasse. Le 14 juin les assiégés tentent une sortie qui est repoussée par les régiments du Bourg de Lespinasse et d'Estissac.
Le 23 juin, Bassompierre établit quatre traverses à son attaque. Ce fut un nouvel échec, les assaillants eurent un grand nombre de blessés dont Favoles, Carbonnier, des Érables, La Valette, le baron de Palluau…
Le 24 juin, une nouvelle attaque est lancée par les Gardes appuyés par Navarre et Rambures qui s'emparent du bastion de la Tour Blanche. Durant l'assaut, Charles de Créquy reçut un coup de mousquet à la joue.

## Conséquence
Le soir du 24 juin, Benjamin de Rohan capitule après seulement 26 jours de siège. Il rend la place le lendemain et prête serment au Roi de ne plus porter les armes contre lui. Il ne tîent pas ce serment puisqu'on le retrouve à La Rochelle le 7 août suivant.
La prise de la place coûte cher à Louis XIII, outre les blessés et morts cités plus haut, il perd également le maréchal de Brissac qui, tombé malade durant le siège, meurt en juin 1621.
Louis XIII envoie ensuite une petite armée pour assurer le blocus de La Rochelle, et continue vers le sud pour diriger le siège de Montauban, qu'il abandonne au bout de deux mois. Après un temps de repos, Louis XIII reprend sa campagne avec le siège de Montpellier qui se termine en impasse, ce qui conduit, en 1622, à la paix de Montpellier qui confirme, temporairement, le droit des huguenots en France.